# Mud (gruppo musicale)
Mud è un gruppo musicale rock britannico formatosi nel 1966 .

## Formazione
- Rob Davis: chitarra. All'anagrafe Robert Davis, nato il 1º ottobre 1947, a Carshalton.
- Les Gray: voce. All'anagrafe Thomas Leslie Gray, nato il 9 aprile 1946, in Carshalton, Surrey. Morì di attacco cardiaco il 21 febbraio 2004 a Lagos, Portogallo.
- Dave Mount: batteria. All'anagrafe David George Mount, nato il 3 marzo 1947, a Carshalton. Morì il 2 dicembre 2006, all'ospedale St Helier's, Carshalton.
- Ray Stiles: basso chitarra. All'anagrafe Raymond John Stiles, nato il 20 novembre 1946, a Guildford, Surrey.

## Discografia parziale

### Album
- Mud Rock (1974)
- Mud Rock Volume 2 (1975)
- Mud's Greatest Hits (1975)
- Use Your Imagination! (1975)
- It's Better Than Working (1976)
- Mudpack (1976)
- Rock On (1977)
- As You Like It (1979)

### Singoli
- "Flower Power" (1967)
- "Up the Airy Mountain" (1968)
- "Shangri-La" (1969)
- "Jumping Jehosaphat" (1970)
- "Crazy" (1973)
- "Hypnosis" (1973)
- "Dyna-mite" (1973)
- "Tiger Feet" (1974)
- "The Cat Crept In" (1974)
- "Rocket" (1974)
- "Lonely This Christmas" (1974)
- "The Secrets That You Keep" (1975)
- "Oh Boy" (1975)
- "Moonshine Sally" (1975)
- "One Night" (1975)
- "L'L'Lucy" (1975)
- "Show Me You're a Woman" (1975)
- "Nite on the Tiles" (1976)
- "Beating Round the Bush" (1976)
- "Shake It Down" (1976)
- "Lean on Me" (1976)
- "Slow Talking Boy" (1977)
- "Just Try a Little Tenderness" (1977)'
- "Cut Across Shorty" (1978)
- "Drift Away" (1978)
- "Why Do Fools Fall in Love" / "Book of Love" (1979)
- "Drop Everything and Run" (1979)